# Guante blanco
Guante blanco va ser una sèrie policíaca de televisió produïda per Bambú Producciones i emesa en La 1, estrenada el dimecres 15 d'octubre de 2008 en prime time.
La programació per part de TVE de la sèrie no va ser molt acurada, coincidint el primer capítol amb un partit de la selecció Espanyola; el segon amb l'estrena de la quarta temporada de la sèrie d'Antena 3, El Internado; i el tercer, canviat de dia amb poca publicitat, al divendres de començament del pont de Tots Sants.
Finalment, va cancel·lar la seva emissió en televisió i va estrenar la resta d'episodis únicament a través d'internet a Rtve.es.
Si bé la sèrie tenia prevista una durada de 13 capítols, després de la retirada d'aquesta a Rtve.es i a causa de la poca visibilitat d'aquesta, es resol de manera precipitada en el capítol vuitè.
El juliol de 2010 TVE reestrenà la sèrie a La 1 la nit dels dilluns a les 22.00 hores des del primer capítol fins a l'últim.
L'estiu de 2013, TVE torna a reposar la sèrie des de l'episodi un en cada nit en la seva cadena de televisió en alta definició TVE HD.

## Repartiment
- Carlos Hipólito - inspector Bernardo Valle
- José Luis García Pérez - Mario Pastor
- José Ángel Egido - César Ferrer
- Eloy Azorín - Jorge Lestón
- Ana Risueño Pilar Alcocer
- Leticia Dolera - la subinspectora Rebeca Mendoza
- Jorge Roelas - subinspector Roberto Cortés
- Pilar Punzano - Sara Martín
- Jordi Dauder - Nicolás
- Yolanda Ulloa - la comisaria Luisa Tubío
- Aleix Rengel - interrogador
- Carlos Rodríguez - Javier Valle
- Denise Maestre - Clara Pastor
- Bárbara Meier - Inés Valle
- Carlos Sampedro - Adrián Pastor
- Noemí Ruiz - Carlota
- Karlos Klaumannsmoller – Cun ier, cap. 3 - La Reliquia
- Fernando Soto

## Episodis i audiències
| N.º (serie) | Títol             | Director               | Guionista(s) | Data d'emissió                   | Audiència         |
| ----------- | ----------------- | ---------------------- | --- | -------------------------------- | ----------------- |
| 1           | «El Van Gogh»     | Carlos Sedes           | Argument: Ramón Campos Diàlegs: Ramón Campos i Eligio R. Montero                                                          | 15 d'octubre de 2008             | 2.489.000 (15,9%) |
| 2           | «El Stradivarius» | Carlos Sedes           | Argument: Ramón Campos, Gema R. Neira i Deborah Rope Diàlegs: Ramón Campos i Eligio R. Montero                            | 22 d'octubre de 2008             | 1.851.000 (9,9%)  |
| 3           | «La reliquia»     | Jorge Sánchez-Cabezudo | Argument: Ramón Campos, Gema R. Neira i Deborah Rope Diàlegs: Ramón Campos, Eligio R. Montero i David Ríos                | 31 d'octubre de 2008             | 1.277.000 (8,0%)  |
| 4           | «El vino»         | Carlos Sedes           | Argument: Ramón Campos, Gema R. Neira i Deborah Rope Diàlegs: Ramón Campos, Eligio R. Montero i David Ríos                | 7 de novembre de 2008 (RTVE.es)  | 1.494.000 (10,2%) |
| 5           | «El depósito»     | Eduardo Armiñán        | Argument: Ramón Campos, Gema R. Neira, Laura León i Deborah Rope Diàlegs: Ramón Campos i David Ríos                       | 18 de novembre de 2008 (RTVE.es) | 1.352.000 (11,8%) |
| 6           | «El casino»       | Carlos Sedes           | Argument: Ramón Campos, Gema R. Neira, Laura León i Deborah Rope Diàlegs: Ramón Campos, Gema R. Neira i Eligio R. Montero | 18 de novembre de 2008 (RTVE.es) | 1.378.000 (10,1%) |
| 7           | «La ninfa de oro» | Eduardo Armiñán        | Argument: Ramón Campos, Gema R. Neira, Laura León i Deborah Rope Diàlegs: Ramón Campos i David Ríos                       | 20 de novembre de 2008 (RTVE.es) | 1.249.000 (11,4%) |
| 8           | «El compendium»   | Carlos Sedes           | Argument: Ramón Campos, Gema R. Neira, Laura León i Deborah Rope Diàlegs: Ramón Campos i Eligio R. Montero                | 2 de desembre de 2008 (RTVE.es)  | 1.406.000 (10,6%) |